# Елзас-Лотарингия
Елзас-Лотарингия (на немски: Elsaß-Lothringen; на френски: Alsace-Lorraine) е наименованието на имперска провинция на Втория Райх. Територията на някогашната провинция на Германската империя се е състояла от Елзас и Източна Лотарингия и сега е част от Североизточна Франция. Елзас и Източна Лотарингия имат обща история от 1871 до 1944 година.

## История
През вековете са се водили множество войни за територията на Елзас и Лотарингия. До 17 век двете провинции са част от Свещената Римска империя. Французите завземат тези територии по времето на Луи XIV, което помага на Франция да достигне природно защитени граници (река Рейн).
През 1871 година, след Френско-пруската война, новосформираната Германска империя анексира двете територии. През 1919 г., по силата на Версайския мирен договор, Елзас и Лотарингия са върнати на Франция. През Втората световна война Германия за пореден път окупира тези земи, които окончателно остават в състава на Франция след 1944 г.